# Cephalaria radiata
Cephalaria radiata är en tvåhjärtbladig växtart som beskrevs av August Heinrich Rudolf Grisebach och Schenk. Cephalaria radiata ingår i släktet jätteväddar, och familjen Dipsacaceae. Inga underarter finns listade i Catalogue of Life.